# 12819 Susumutakahasi
12819 Susumutakahasi (tên chỉ định: 1996 JO) là một tiểu hành tinh vành đai chính. Nó được phát hiện bởi Robert H. McNaught và Yasukazu Ikari ở Moriyama, Shiga Prefecture, Nhật Bản, ngày 12 tháng 5 năm 1996. Nó được đặt theo tên Susumu Takahasi, director of the Dynic Astronomical Observatory.